# Мавзолей Хазрати-Баба
Мавзолей Хазрати-Баба  (Хазрати-Бобо) — памятник деревянного зодчества Средней Азии, расположенный в селе Чорку Исфаринского района Таджикистана. Деревянная постройка X—XII века с колоннадой, украшенной резным орнаментом и надписью на арабском языке, входит в состав более позднего культового комплекса (мечети XVII — начала XX веков). Также известен как мавзолей Амир Хамза Хасти Подшо. Является объектом, включённым в Предварительный список всемирного наследия ЮНЕСКО.
Отмечается, что мавзолей в Чорку «является как минимум старшим современником древнейших скандинавских церквей-ставкирок и в целом может претендовать на звание одного из старейших дошедших до нас памятников деревянной архитектуры». По мнению С. Г. Хмельницкого, мавзолей с резным и скульптурным декором представляет собой древнейшее деревянное здание Средней Азии.